# 愛丁堡山

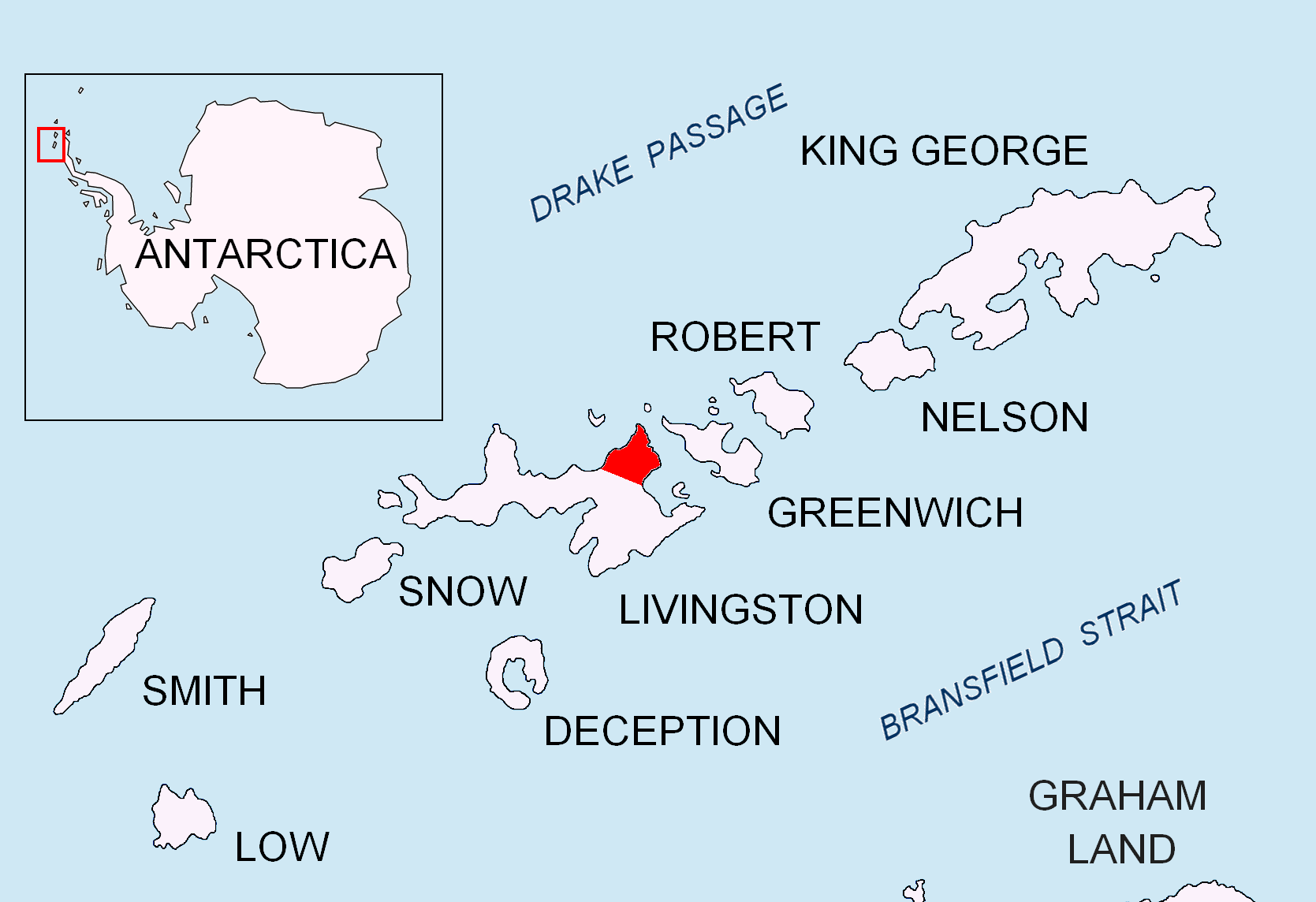

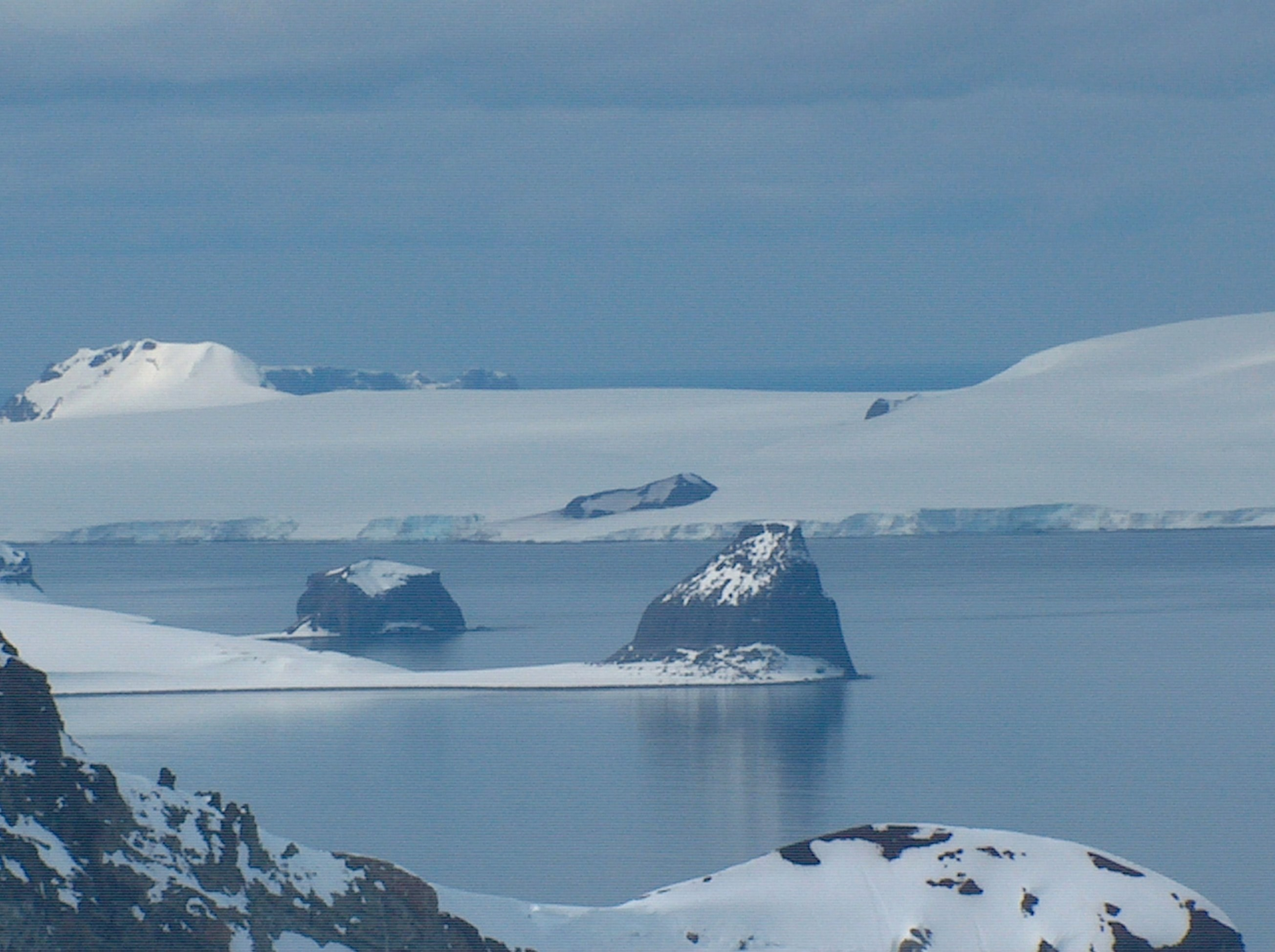

愛丁堡山（英語：Edinburgh Hill）是南極洲的山峰，位於南設得蘭群島中利文斯頓島的瓦爾納半島東岸，海拔高度180米，處於雷納角西北面13.15公里、伊諾特角西南面2公里，以蘇格蘭城市命名。

## 外部連結
- SCAR Composite Antarctic Gazetteer（页面存档备份，存于）.